# Новая Етулия
Новая Етули́я (рум. Etulia Nouă, Етулия Ноуэ) — село на юге Молдавии в Гагаузской автономии.Часть села Етулии. Рядом находится озеро Кагул, где сельчане отдыхают и отмечают праздники. Новая Етулия находиться в Вулканештском округе Гагаузии
Первые упоминания о Селе в исторических документах появились в 1810-1820 годах, которые нашли свое отражение в книге «Гагаузы Бендерского Уезда» В.А. Мошкова, русского генерала - майора, действительного члена Русского Географического общества, который непосредственно изучал традиции и обычаи гагаузов, находясь в том числе и в Новой Етулии.
В наши дни Новая Етулия входит в состав Административно Территориального Образования Гагаузия, в составе Республики Молдова и расположено на живописном берегу озера Кагул, на территории площадью 6,2 тыс. га, из которых сельскохозяйственные угодья составляют 4.7 тыс. га. Новая Етулия является самой южной точкой РМ и АТО Гагаузии, расположено на расстоянии 200 км от г. Кишинева, и на расстоянии 100 км от мун. Комрат- столицы АТО Гагаузия. Численность населения 3600 человек, из которых гагаузы составляют большинство (более 90%), также на территории проживают украинцы, молдоване, болгары, и др. национальности.
Село занимает площадь в 223 га, в основном застроенных одноэтажными домами (около 1100), преимущественно глиновальковыми с приусадебными участками от 0,20 га до 0,30га.
Юго- восточная часть района расположена на реке Кагул, в 18 км. от райцентра и в 1 км. от ж/д Етулия. По рассказам старшего поколения односельчан село образовалось в начале 19 века, приблизительно в 1811 году. Новая Етулия считается средним по величине поселением крестьян на юге Бессарабии.
На протяжении всего села была одна единственная улица. Дома строились с верхней стороны улицы, т.к лиманная вода вплотную поступала к селу и доходила до самой улицы. В 1940 году лиманная вода дошла до нынешней больницы в последний раз.
В селе преобладали многодетные семьи. В 30-е годы население  составляло до 2600 человек. Управлял староста примар, который избирался народом на сходе граждан. Самым авторитетным в памяти односельчан остался Манзул Михаил (Тузчу Ангел), добрый, справедливый, представитель румынской власти.
Новая Етулия по климатическим условиям расположено в зоне умеренно - континентального климата, характеризующимся непостоянством погоды с недостаточной влажностью, обилием солнечного света; лето жаркое и сухое, зима не продолжительная с частой сменой морозов и оттеплей.
Новая Етулия находится на самом юге Молдавии, в нескольких километрах от границы с Украиной и Румынией.
В этом селе есть только 2 магазина: ЦУМ и Магазин ООО"КАБАК".
Гагаузы придали населенному пункту статус города.

## Транспортная система
Из села ежедневно курсируют автобусы в Вулканешты и Кагул из Етулии в 06:00 и Тираспольский в 7:30
и из Кагула 16:40. Также через село проходил международный автобус Рени - Кишинёв.
Так же из села курсируют ежедневно в разное время 4 рейсовых автобуса в столицу Кишинёв.

## Расположение
Соседнее село — Чишмикиой. Ближайший город на территории Молдавии — Вулканешты, на территории Украины — Рени, на территории Румынии — Галац. Приблизительное расстояние до столицы Молдовы — Кишинёва — 215 километров, до муниципия Комрат — 100 километров.

## Основные объекты
В селе расположена железнодорожная станция Етулия. Через станцию проходят грузовые железнодорожные составы из Украины и из Румынии.На территории села функционирует: Дом культуры на 600 мест, библиотека, музей, теоретический лицей на 640 мест, детский сад на 140 мест, более 20 торговых предприятий, Центр Здоровья, крупный винзавод «Bostavan», два крупных сельхозпредприятия и около 40 фермерских хозяйств. В летнее время на берегу озера функционирует лагерь для отдыха детей на 500 мест. Построено здание новой церкви. Село полностью обеспечено природным газом, на 90% телефонизировано. Более 500 домов подключены к новой системе водоснабжения. Перед примарией находится памятник Карлу Марксу. Посажен ореховый сад в полях. Имеется парк и футбольное поле.

## Национальный состав
Жители села преимущественно Гагаузы. Также, но в гораздо меньшем количестве, проживают Молдаване и Украинцы. Етулия делится на 3 части - это старая Етулия, Новая Етулия,Етулия железнодорожная станция.
В 1975 году село изменило своё название в документах с "этулия" на "етулия"
и у жителей родившихся до 1975 года в документах прописано место рождения - "этулия"
В связи с изменением правописания с русских на латинские буквы, так как в латинском алфавите нет буквы Э.